# Palacio Zuccarino
El Palazzo Zuccarino es un edificio histórico en Génova, situado en el número 2 de Via Anton Maria Maragliano.
Desde 1998 el edificio está sujeto a protección por parte de la superintendencia.

## Historia

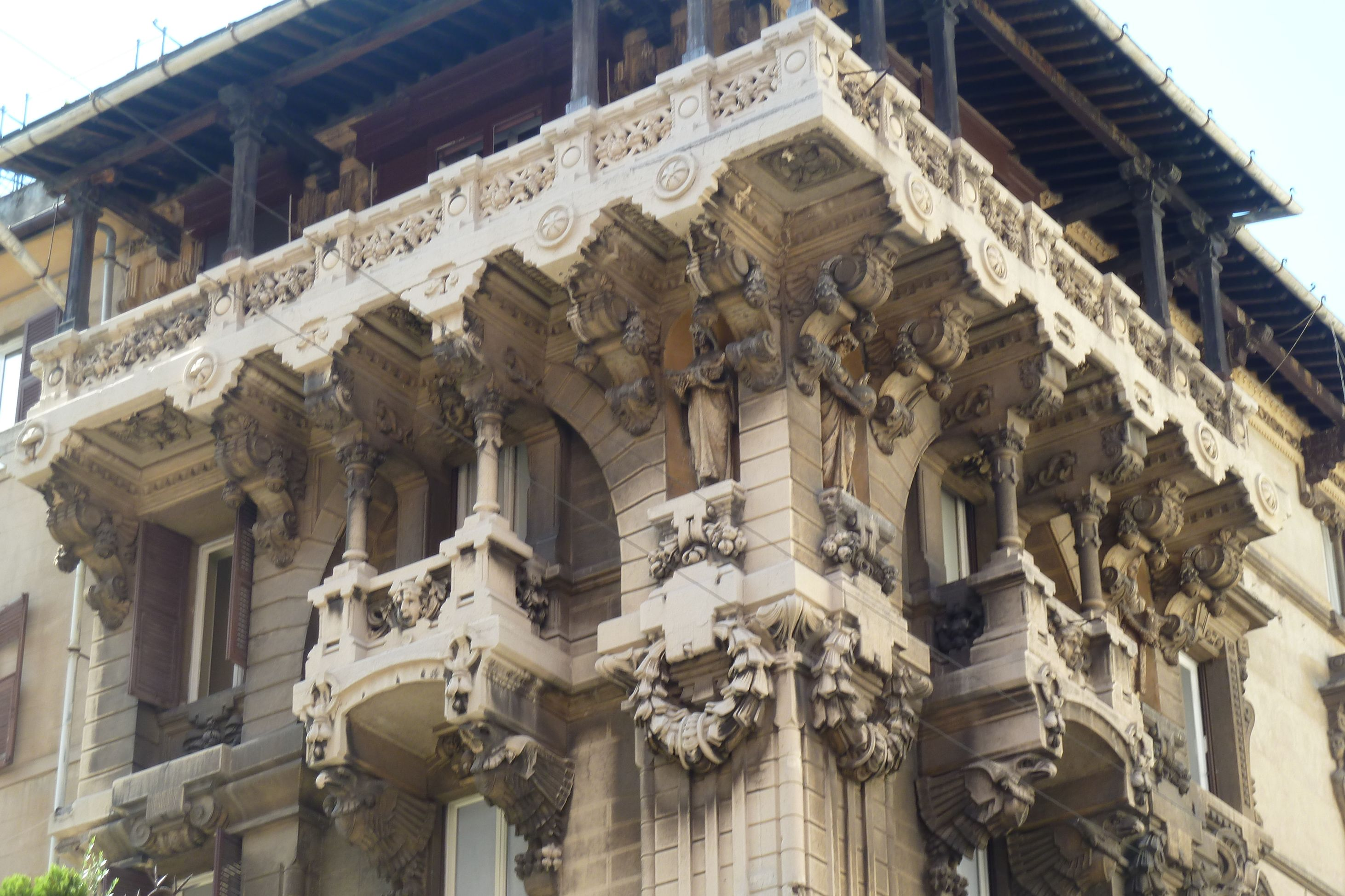
Detalle de las decoraciones rústicas muy detalladas.

El edificio, diseñado por el famoso arquitecto Gino Coppedè, fue construido entre 1906 y 1907. Durante la fase de diseño, el ingeniero supervisor destacó la necesidad de realizar cambios y ajustes en la decoración de la fachada: de hecho, la fachada tenía salientes tan fuertes que requería una autorización adicional especial.
El edificio se distribuye en cuatro niveles más un ático y un entrepiso.
Las decoraciones pictóricas son obra del arquitecto y pintor Enzo Bifoli, que en aquella época trabajaba en el taller Coppedè.